# Ettore Antonio Licheri

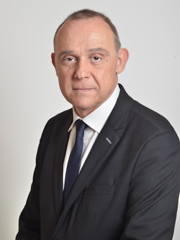
Senador Ettore Antonio Licheri

Ettore Antonio Licheri (nascido a 11 de outubro de 1963) é um político italiano que serve actualmente como líder do Movimento Cinco Estrelas no Senado da República Italiana.